# Sería feliz
«Sería Feliz» es una canción interpretada por la cantante de rock mexicana Julieta Venegas de su segundo álbum de estudio Bueninvento por RCA Internacional. Fue lanzada en 2000 como primer sencillo de este álbum.

## Canción
La canción fue escrita por Julieta Venegas grabada en Los Ángeles, California, bajo la producción de Joe Chiccarelli, salió como carta de presentación del segundo álbum Bueninvento es una canción rock con un toque de teclados la letra se trata de cómo poder ser feliz y que aunque no lo tengamos todo podemos serlo.

## Video musical
El vídeo fue dirigido por Fernando Eimebke y en el video se ven unas niñas, una monja y a Julieta vestiendo ropa religiosa, el video es sobre una pastorela.

## Formatos
- Sencillo en CD

| «Sería Feliz» — Sencillo |                                                         |          |  |
| N.º                      | Título                                                  | Duración |  |
| 1.                       | «Sería Feliz»                                           | 3:28     |  |
| 2.                       | «Sería Feliz» (Versión de Mastretta)                    | 4:52     |  |
| 3.                       | «Sería Feliz» (Versión Bostich-Nortec RMX (Radio Edit)) | 3:46     |  |